# Prêmio Multishow de Música Brasileira para Pop do Ano
Prêmio Multishow de Música Brasileira para Pop do Ano é um prêmio dado anualmente no Prêmio Multishow de Música Brasileira, uma cerimônia que foi estabelecida em 1994 e originalmente chamada de Prêmio TVZ. A Categoria Pop do Ano foi criada em 2023 como parte de uma reformulação nas normas da Academia do Prêmio Multishow. Anteriormente, o prêmio de Música do Ano englobava diversos ritmos musicais em uma única categoria. No entanto, a partir de 2023, essa categoria foi ramificada, dando origem a 11 novas categorias, cada uma dedicada a um estilo musical específico, incluindo o pop brasileiro.
Essa mudança visou reconhecer a diversidade de gêneros presentes na música brasileira e dar maior espaço a estilos populares, que tem uma presença significativa no cenário musical do país. A Categoria Pop do Ano destaca as músicas de maior impacto dentro do gênero, premiando artistas que contribuem para a evolução e popularidade do pop no Brasil.

## Vencedores e indicados
| Ano  | Vencedor(a)                      | Indicados | Ref.  |
| ---- | -------------------------------- | --- | ----- |
| 2023 | "Fé nas Maluca" – Iza e MC Carol | - "Ameianoite" – Pabllo Vittar e Gloria Groove - "Me Lambe" – Jão - "Pilantra" – Jão e Anitta - "Sintomas de Prazer" – Ludmilla - "Tudo Pra Amar Você" – Marina Sena                                | [ 8 ] |
| 2024 | "São Amores" – Pabllo Vittar     | - "Deixa Estar" – Liniker, Lulu Santos e Pabllo Vittar - "Mal" – Jão e Gustavo Mioto - "O Triste É Que Eu Te Amo" – Jão - "PocPoc" – Pedro Sampaio - "Sagrado Profano" – Luísa Sonza feat. Kayblack | [ 9 ] |